# مجموعة فتيحي القابضة
مجموعة فتيحي القابضة هي شركة مساهمة سعودية، تأسست بتاريخ الأول من صفر عام 1992، ويبلغ رأس المال الشركة نصف مليار ريال سعودي، يتركز نشاط الشركة في صناعة
 وتجارة الكماليات المرادفة للمجوهرات والأدوات المنزلية.
شركات تابعة لمجموعة فتيحي القابضة:
- شركة مدماك الخليجية للاستثمار العقاري.
- شركة مارينا بي كرييشن أية جي فادوس.
- شركة مارينا بي جنيف.
- شركة صدوق العالمية للاستثمارات القابضة.
- شركة تجارة السلع الكمالية الثمينة المحدودة.
- فتيحي جونيور.
- المركز الطبي الدولي.
- مستشفي دار الفؤاد.
- أرك ريزيدنشال.
- بنك أركابيتا.